# Нидхёгг
Нидхёгг (др.-сканд. Níðhǫggr) — в скандинавской мифологии один из нескольких великих змеев (наряду с Ёрмунгандом, Фафниром и пр.), дракон, лежащий в колодце Хвергельмир и грызущий один из корней Иггдрасиля. Также он пожирает прелюбодеев, клятвопреступников и подлых убийц.
На вершине ясеня Иггдрасиль сидит орёл, обладающий великой мудростью. Он находится в вечной вражде с Нидхёггом. А белка по имени Рататоск снует вверх и вниз по стволу Иггдрасиля, перенося бранные слова, которыми осыпают друг друга орёл и дракон Нидхёгг.